# Eurex
Eurex или European Exchange — одна из ведущих в мире бирж, торгующих производными финансовыми инструментами (фьючерсами и опционами). Eurex была создана в 1998 году[уточнить] в результате слияния немецкой биржи деривативов Deutsche Terminbörse (DTB) и швейцарской Swiss Options and Financial Futures (SOFFEX).
Торговля осуществляется в форме электронных торгов, доступ к которым обеспечивается из разных точек земного шара.

## История
Начало образованию Eurex было положено 13 декабря 1996, когда Deutsche Börse AG и Швейцарская биржа подписали меморандум о взаимопонимании по созданию совместной торговой и клиринговой системы.
Eurex была сформирована 4 сентября 1997 года, когда DTB и SOFFEX официально объявили в Бюргенштоке, Швейцария о создании совместной торговой площадки. В 1998 году DTB (Deutsche Terminbörse) и SOFFEX объединились, учредив новую биржу под названием Eurex (European Exchange).
В 1999 году на Eurex был зарегистрирован заметный рост членов (более 400), а объём торгов (около 380 миллионов торгуемых контрактов).
Благодаря введению новых продуктов, улучшению условий торговли и расчётов в 2001 году объём торгов более, чем удвоился и составил более 674 миллионов торгуемых контрактов. В последующие годы Eurex продолжала расширять перечень торгуемых контрактов в различных сегментах рынка производных финансовых инструментов и расширяя географию торговли.
В 2006 году на Eurex обращалось уже более 1,5 миллиардов контрактов в год, что сделало биржу самым крупным в мире международным организатором рынка фьючерсов и опционов на акции и фондовые индексы, а также процентных деривативов.
20 декабря 2007 года Eurex завершила приобретение International Securities Exchange, Inc (ISE).
SIX Swiss Exchange продала с 1 января 2012 года 50-процентную долю в компании, с тех пор Deutsche Börse AG является единственным акционером Eurex.

## Контракты, торгуемые на Eurex
На бирже предлагается большая линейка различного типа торгуемых контрактов, являющихся производными финансовыми инструментами от акций, фондовых индексов, облигаций, индексов волатильности, кредитных и процентных деривативов.

### Производные финансовые инструменты на акции
В данном разделе производных ценных бумаг биржа предлагает более 200 различных типов опционных контрактов на акции голландских, скандинавских, французских, немецких, итальянских, российских, испанских, швейцарских и американских компаний.
Линейка различных фьючерсных контрактов насчитывает более 400 разнообразных инструментов.

### Производные финансовые инструменты на индексы акций
Данный раздел производных финансовых инструментов включает фьючерсы и опционы на индексы акций ведущих фондовых рынков мира.
К ним относятся:
- Фьючерсы и опционы на индекс EURO STOXX 50
- Фьючерсы и опционы на индекс STOXX Europe 50
- Фьючерсы и опционы на индекс STOXX Europe 600
- Фьючерсы и опционы на индексы STOXX Europe 600 Sector
- Фьючерсы и опционы на индекс STOXX Europe Mid 200
- Фьючерсы и опционы на индекс Dow Jones Global Titans 50
- Фьючерсы и опционы на индекс Dow Jones Italy Titans 30
- Фьючерсы и опционы на индексы DAX, MDAX и TecDAX
- Фьючерсы и опционы на индекс SMI
- Фьючерсы и опционы на индекс OMX Helsinki 25
- Фьючерсы и опционы на индекс RDXxt USD

### Деривативы на индексы волатильности
В 2005 году на Eurex введён фьючерс индекса волатильности, как новый класс активов. С помощью этой инновационной продукции, инвесторы могут играть на показателе волатильности или могут хеджировать риски волатильности позиций фондового рынка.

### Деривативы на фонды, торгуемые на бирже
В ноябре 2002 года, Eurex запустила свой новый сегмент с фьючерсами и опционами на восемь торгуемых на бирже фондов (ETF).

### Кредитные деривативы
Данный вид финансовых инструментов даёт возможность участникам рынка для хеджирования кредитных событий: таких как корпоративные дефолты, неуплата или реструктуризация.

### Процентные деривативы
Данный вид финансовых инструментов даёт возможность покрывать риски, связанные с кривой доходности.

### Торговля облигациями и сделкиРЕПО
Данные инструменты предназначены для торговли вне биржи на так называемом рынке OTC.